# Lee Ka Man
 (février 2025).
Si vous disposez d'ouvrages ou d'articles de référence ou si vous connaissez des sites web de qualité traitant du thème abordé ici, merci de compléter l'article en donnant les références utiles à sa vérifiabilité et en les liant à la section « Notes et références ».
Lee Ka Man  (chinois : 李嘉文 ; cantonais Jyutping : lei5 gaa1 man4) est née le 28 novembre 1986 à Hong Kong. Elle est une rameuse qui pratique l'aviron.

## Carrière
Lee Ka Man commence à ramer à l'âge de 13 ans dans le cadre du programme de visites scolaires et rejoint la Hong Kong Youth Development Squad un an plus tard. Elle participe à ses premiers championnats asiatiques seniors dans l'équipe féminine poids léger. L'année suivante, elle a remporté deux médailles d'argent aux Championnats asiatiques juniors et participe à ses premiers Jeux asiatiques, le tout avant son 16e anniversaire. 
En 2003, elle devient championne d'Asie junior en simple et remporte des médailles d'argent aux championnats d'Asie seniors en double et en quadruple. 
Lee fait également sa première apparition au niveau mondial en atteignant la finale A des Championnats du monde juniors. 
En 2006, elle remporte sa première médaille aux Jeux asiatiques de Doha en se classant deuxième dans l'épreuve du simple poids léger, et l'année suivante, elle atteint la finale A des Championnats du monde U.23. 
En 2008, elle se qualifie pour les Jeux olympiques de Pékin dans une catégorie au-dessus de sa catégorie de poids habituel dans l'épreuve ouverte de l'aviron de couple. Elle obtient une deuxième participation aux Jeux olympiques de Rio en 2016, en concourant avec sa jeune sœur Lee Yuen Yin (en) dans l'épreuve du double poids léger. 
Elle participe aux Jeux asiatiques et y remporte 4 médailles au total. 
Sa carrière d'aviron en compétition s'étend sur 20 ans. 
Chris Perry est son entraîneur durant toute sa carrière.
En 2020 Lee est contrainte de renoncer à se qualifier pour les Jeux olympiques de Tokyo à cause d'une blessure récurrente. Elle annonce dans le même temps sa retraite sportive. 

## Palmarès
Lee participe à deux Jeux olympiques et remporte 3 médailles d'argent et 1 médaille de bronze aux Jeux asiatiques, 2 médailles d'or, 10 médailles d'argent et 2 médailles de bronze aux Championnats asiatiques seniors, ainsi que des médailles aux Jeux asiatiques de plage, aux Jeux d'Asie de l'Est et aux Championnats du monde d'aviron côtier,.

### Jeux olympiques
| Epreuves                    | Pékin 2008 | Rio 2016 |
| --------------------------- | ---------- | -------- |
| Deux de couple poids légers |            | 16e      |
| Skiff                       | 23e        |          |

### Jeux asiatiques
| Epreuves           | Doha 2006 | Incheon 2014 | Jakarta 2018 |
| ------------------ | --------- | ------------ | ------------ |
| Skiff poids légers | Argent    | Argent       | Bronze       |
| Skiff              |           | Argent       |              |